# Iniciativa Caribe

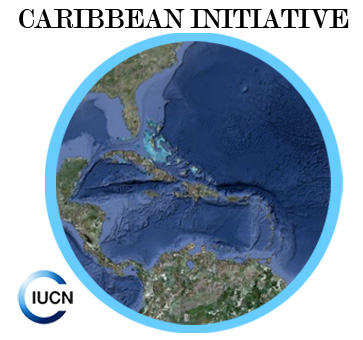
Logo de la Iniciativa Caribe.

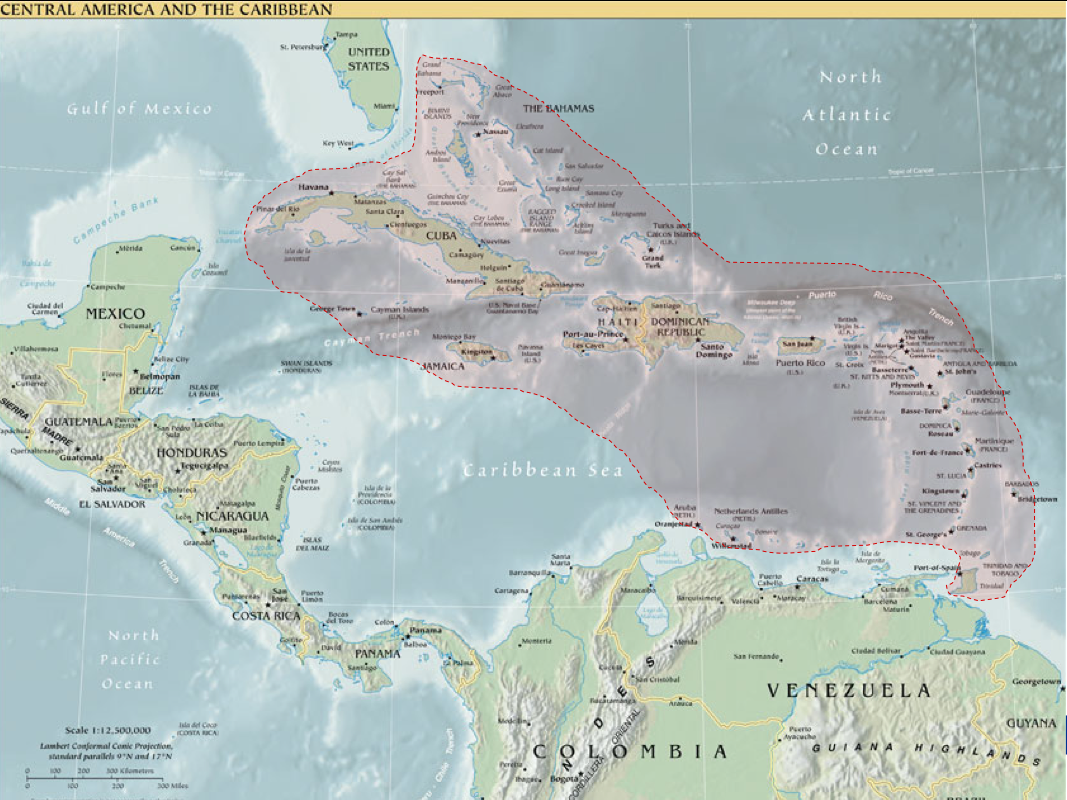
Mapa del área de acción de la Iniciativa Caribe.

La Iniciativa Caribe es un esfuerzo reciente de la UICN (Unión Internacional para la Conservación de la Naturaleza).
La Iniciativa Caribe se enfoca en el Caribe insular, una zona ecológica homogénea que posee una biodiversidad única y en la cual la conservación y la gestión de los recursos naturales están en el núcleo de los temas críticos del desarrollo sostenible.

## El origen de la Iniciativa Caribe
Cada cuatro años, los tres componentes de la UICN se reúnen en el Congreso Mundial de la Conservación, foro en el cual se perfilan las líneas estratégicas de conservación y desarrollo sostenible que guiarán la acción de la Unión por el siguiente cuatrienio. Durante el Congreso de la Unión Internacional para la Conservación de la Naturaleza (UICN) en el 2004, los miembros de la Unión solicitaron al Secretariado reforzar la presencia de la UICN en la región caribeña. En respuesta a este llamado, la UICN desarrolló la propuesta para la Iniciativa Caribe. La Iniciativa Caribe se ha beneficiado con una evaluación de los temas fundamentales, necesidades y oportunidades para el Gran Caribe, al tiempo que se desarrolló un amplio proceso de consulta que incluyó a todos los miembros y asociados claves en la región. 
El proceso continuó con la formulación de un Programa de trabajo para el período 2009-2012, el cual fue reconocido y apoyado por los miembros y expertos presentes en el Congreso Mundial de la Conservación en Barcelona en octubre del 2008, lugar donde se lanzó formalmente la Iniciativa Caribe. Con la iniciativa Caribe la UICN busca fortalecer su trabajo en esta región del mundo y establecer una relación ganar-ganar en la cual la Unión pueda aprovechar el valioso conocimiento y experiencia de las organizaciones e instituciones del Caribe y al mismo tiempo pueda ofrecer a los actores sociales y políticos locales la posibilidad de compartir un programa coherente a nivel mundial que impulsa acciones conjuntas desde lo local hasta lo nacional y regional.

## La sede de la Iniciativa Caribe
Durante un periodo de dos años, y hasta que esté plenamente establecida, la Iniciativa Caribe, este esfuerzo estará bajo la responsabilidad de la Oficina Regional para la Mesoamérica de la UICN, basada en Costa Rica. Ésta disposición permite el ejercicio administrativo y de gestión, y facilita la consolidación de los vínculos a través de la amplia región del Caribe.
La actual Coordinadora de la Iniciativa Caribe es la Sra. Deirdre P. Shurland, oriunda de Trinidad y Tobago.

## Los miembros de la Iniciativa Caribe
Los miembros actuales de la Iniciativa Caribe son:

Bahamas

Bahamas National Trust

Cuba

Ministerio de Ciencia, Tecnología y Medio Ambiente (CITMA)

Fundación Antonio Núñez Jiménez de la Naturaleza y el Hombre Archivado el 10 de diciembre de 2013 en Wayback Machine.

Sociedad Cubana para la Protección del Medio Ambiente

República Dominicana

Secretaría de Estado de Medio Ambiente y Recursos Naturales

Centro para la Conservación y Ecodesarrollo de la Bahía de Samana y su Entorno (CEBSE)

Consorcio Ambiental Dominicano (CAD)

Fundación para el Mejoramiento Humano-PROGRESSIO

Grupo Jaragua

Haití

Fondation pour la Protection de la Biodiversité Marine (FoProBiM)

Jamaica

National Environment and Planning Agency (NEPA)

Environmental Foundation of Jamaica (EFJ)

Jamaica Conservation and Development Trust (JCDT) Archivado el 17 de mayo de 2008 en Wayback Machine.

Negril Area Environmental Protection Trust (NEPT)

Negril Chamber of Commerce (NCC) 

Antilles Neerlandesas

National Parks Foundation of the Netherlands Antilles (STINAPA)

St. Kitts y Nevis

Nevis Department of Physical Planning, Natural Resources and Environment

Santa Lucia

Saint Lucia National Trust

Trinidad y Tobago

Caribbean Natural Resources Institute (CANARI)

The Trust for Sustainable Livelihoods (SUSTRUST)

Sitio web de la Iniciativa Caribe de la UICN
- Datos: Q5916230